# Gare de Baume-les-Dames
Gare de Baume-les-Dames vasútállomás Franciaországban, Baume-les-Dames településen.

## Vasútvonalak
Az állomást az alábbi vasútvonalak érintik:
- Dole–Belfort-vasútvonal

## Kapcsolódó állomások
A vasútállomáshoz az alábbi állomások vannak a legközelebb:
- Gare de Besançon-Viotte
- Gare de Clerval
- Gare de Laissey